# Seznam dílů seriálu Ordinace v růžové zahradě 2 (Voyo a Oneplay)
Toto je seznam dílů seriálu Ordinace v růžové zahradě 2 vysílaných na Voyo a Oneplay. Český televizní seriál z chirurgického a gynekologického prostředí Ordinace v růžové zahradě 2 vysílá TV Nova od roku 2005, zpočátku pod názvem Ordinace v růžové zahradě, od roku 2008 jako Ordinace v růžové zahradě 2. Od září 2021 byla Ordinace přesunuta na placený videoportál Voyo. V roce 2022 vydávalo Voyo nové díly Ordinace v růžové zahradě 2 poprvé i během letních prázdnin. V březnu 2025 se Voyo stalo součástí platformy Oneplay.

## Přehled řad
| Řada                                         | Díly                      | Premiéra                  | Premiéra                  |
| Řada                                         | Díly                      | První díl                 | Poslední díl              |
| Ordinace v růžové zahradě                    | Ordinace v růžové zahradě | Ordinace v růžové zahradě | Ordinace v růžové zahradě |
| -------------------------------------------- | ------------------------- | ------------------------- | ------------------------- |
| 1                                            | 86                        | 6. září 2005              | 29. června 2006           |
| 2                                            | 72                        | 24. srpna 2006            | 27. června 2007           |
| 3                                            | 37                        | 28. srpna 2007            | 10. ledna 2008            |
| Ordinace v růžové zahradě 2 (TV Nova)        |                           |                           |                           |
| 3                                            | 44                        | 15. ledna 2008            | 12. června 2008           |
| 4                                            | 79                        | 2. září 2008              | 25. června 2009           |
| 5                                            | 81                        | 25. srpna 2009            | 24. června 2010           |
| 6                                            | 72                        | 24. srpna 2010            | 16. června 2011           |
| 7                                            | 74                        | 30. srpna 2011            | 21. června 2012           |
| 8                                            | 76                        | 28. srpna 2012            | 20. června 2013           |
| 9                                            | 80                        | 27. srpna 2013            | 19. června 2014           |
| 10                                           | 80                        | 26. srpna 2014            | 18. června 2015           |
| 11                                           | 80                        | 25. srpna 2015            | 16. června 2016           |
| 12                                           | 80                        | 30. srpna 2016            | 15. června 2017           |
| 13                                           | 80                        | 22. srpna 2017            | 14. června 2018           |
| 14                                           | 80                        | 28. srpna 2018            | 13. června 2019           |
| 15                                           | 62                        | 27. srpna 2019            | 9. dubna 2020             |
| 16                                           | 57                        | 27. srpna 2020            | 10. června 2021           |
| Ordinace v růžové zahradě 2 (Voyo a Oneplay) |                           |                           |                           |
| 17                                           | 20                        | 2. září 2021              | 27. ledna 2022            |
| 18                                           | 26                        | 3. února 2022             | 28. července 2022         |
| 19                                           | 16                        | 4. srpna 2022             | 17. listopadu 2022        |
| 20                                           | 22                        | 19. ledna 2023            | 20. června 2023           |
| 21                                           | 24                        | 26. června 2023           | 4. prosince 2023          |
| 22                                           | 22                        | 15. ledna 2024            | 10. června 2024           |
| 23                                           | 24                        | 24. června 2024           | 2. prosince 2024          |
| 24                                           | 22                        | 6. ledna 2025             | 2. června 2025            |
| 25                                           | 24                        | 23. června 2025           | 1. prosince 2025          |

## Seznam dílů
- Seznam dílů seriálu Ordinace v růžové zahradě (2005–2008)
- Seznam dílů seriálu Ordinace v růžové zahradě 2 (TV Nova) (2008–2021)

### Sedmnáctá řada (2021–2022)
| Č. v seriálu | Č. v řadě | Název                    | Režie             | Scénář                                             | Datum premiéry     |
| ------------ | --------- | ------------------------ | ----------------- | -------------------------------------------------- | ------------------ |
| 1026         | 1         | Sůl do starých ran       | Kryštof Hanzlík   | Kateřina Gardner, Jan Gardner a Michal Jakl        | 2. září 2021       |
| 1027         | 2         | V.I.P. pacient           | Kryštof Hanzlík   | Magda Wdowyczynová, Kateřina Gardner a Jan Gardner | 2. září 2021       |
| 1028         | 3         | Dva kohouti na dvorku    | Kryštof Hanzlík   | Lucie Konášová, Kateřina Gardner a Jan Gardner     | 9. září 2021       |
| 1029         | 4         | V podstatě jsem romantik | Kryštof Hanzlík   | Petra Ušelová, Kateřina Gardner a Jan Gardner      | 16. září 2021      |
| 1030         | 5         | Bibiiny nové šaty        | Jaroslav Fuit     | Michal Jakl, Kateřina Gardner a Jan Gardner        | 23. září 2021      |
| 1031         | 6         | Koupě století            | Jaroslav Fuit     | Magda Wdowyczynová, Kateřina Gardner a Jan Gardner | 30. září 2021      |
| 1032         | 7         | Falešná doktorka         | Jaroslav Fuit     | Magda Wdowyczynová, Kateřina Gardner a Jan Gardner | 7. října 2021      |
| 1033         | 8         | Nová kapitola            | Jaroslav Fuit     | Lucie Konášová, Kateřina Gardner a Jan Gardner     | 14. října 2021     |
| 1034         | 9         | Profesionálové           | Kryštof Hanzlík   | Lucie Konášová, Kateřina Gardner a Jan Gardner     | 21. října 2021     |
| 1035         | 10        | Neobvyklý pohyb          | Kryštof Hanzlík   | Petra Ušelová, Kateřina Gardner a Jan Gardner      | 28. října 2021     |
| 1036         | 11        | Chci tvůj podíl          | Kryštof Hanzlík   | Michal Jakl, Kateřina Gardner a Jan Gardner        | 4. listopadu 2021  |
| 1037         | 12        | Motorkář                 | Kryštof Hanzlík   | Magda Wdowyczynová, Kateřina Gardner a Jan Gardner | 11. listopadu 2021 |
| 1038         | 13        | Nejsem vrah              | Branislav Holiček | Lucie Konášová, Kateřina Gardner a Jan Gardner     | 18. listopadu 2021 |
| 1039         | 14        | Nemůžu zapomenout        | Branislav Holiček | Lucie Konášová, Kateřina Gardner a Jan Gardner     | 25. listopadu 2021 |
| 1040         | 15        | Teď jsi volná            | Branislav Holiček | Petra Ušelová, Kateřina Gardner a Jan Gardner      | 2. prosince 2021   |
| 1041         | 16        | Možná v příštím životě   | Branislav Holiček | Michal Jakl, Kateřina Gardner a Jan Gardner        | 9. prosince 2021   |
| 1042         | 17        | Odvolání                 | Branislav Holiček | Michal Jakl, Kateřina Gardner a Jan Gardner        | 6. ledna 2022      |
| 1043         | 18        | Jde o život              | Branislav Holiček | Magda Wdowyczynová, Kateřina Gardner a Jan Gardner | 13. ledna 2022     |
| 1044         | 19        | Jako zvíře v koutě       | Branislav Holiček | Michal Jakl, Kateřina Gardner a Jan Gardner        | 20. ledna 2022     |
| 1045         | 20        | Pořád tě miluju          | Branislav Holiček | Michal Jakl, Kateřina Gardner a Jan Gardner        | 27. ledna 2022     |

### Osmnáctá řada (2022)
| Č. v seriálu | Č. v řadě | Název                 | Režie             | Scénář                                                 | Datum premiéry    |
| ------------ | --------- | --------------------- | ----------------- | ------------------------------------------------------ | ----------------- |
| 1046         | 1         | Byl to jen sen        | Branislav Holiček | Lucie Konečná, Magdaléna Bittnerová a Vendula Hlásková | 3. února 2022     |
| 1047         | 2         | Nezvaný host          | Branislav Holiček | Michal Jakl a Vendula Hlásková                         | 10. února 2022    |
| 1048         | 3         | Selhání               | Branislav Holiček | Lucie Konášová a Vendula Hlásková                      | 17. února 2022    |
| 1049         | 4         | Hodinová výpověď      | Branislav Holiček | Magda Wdowyczynová a Vendula Hlásková                  | 24. února 2022    |
| 1050         | 5         | Show pro Radku        | Jaroslav Fuit     | Lucie Konečná a Vendula Hlásková                       | 3. března 2022    |
| 1051         | 6         | Je pozdě              | Jaroslav Fuit     | Magda Wdowyczynová a Vendula Hlásková                  | 10. března 2022   |
| 1052         | 7         | Znásilnění            | Jaroslav Fuit     | Michal Jakl a Vendula Hlásková                         | 17. března 2022   |
| 1053         | 8         | Já tě jistím          | Jaroslav Fuit     | Lucie Konášová a Vendula Hlásková                      | 24. března 2022   |
| 1054         | 9         | Oběť                  | Jaroslav Fuit     | Michal Jakl a Vendula Hlásková                         | 31. března 2022   |
| 1055         | 10        | Všichni se budou smát | Jaroslav Fuit     | Magda Wdowyczynová a Vendula Hlásková                  | 7. dubna 2022     |
| 1056         | 11        | Polštářová bitva      | Jaroslav Fuit     | Michal Jakl a Vendula Hlásková                         | 14. dubna 2022    |
| 1057         | 12        | Lhářka                | Jaroslav Fuit     | Lucie Konášová a Vendula Hlásková                      | 21. dubna 2022    |
| 1058         | 13        | Když odejdeš          | Kryštof Hanzlík   | Lucie Konečná a Vendula Hlásková                       | 28. dubna 2022    |
| 1059         | 14        | Dcera na baterky      | Kryštof Hanzlík   | Magda Wdowyczynová a Vendula Hlásková                  | 5. května 2022    |
| 1060         | 15        | Životy druhých        | Kryštof Hanzlík   | Michal Jakl a Vendula Hlásková                         | 12. května 2022   |
| 1061         | 16        | Je konec              | Kryštof Hanzlík   | Lucie Konášová a Vendula Hlásková                      | 19. května 2022   |
| 1062         | 17        | Nejhodnější doktor    | Jaroslav Fuit     | Lucie Konečná a Vendula Hlásková                       | 26. května 2022   |
| 1063         | 18        | Nejsem blázen         | Jaroslav Fuit     | Michal Jakl a Vendula Hlásková                         | 2. června 2022    |
| 1064         | 19        | Když můžu, tak musím  | Jaroslav Fuit     | Magda Wdowyczynová a Vendula Hlásková                  | 9. června 2022    |
| 1065         | 20        | Nenechám tě odejít    | Jaroslav Fuit     | Lucie Konášová a Vendula Hlásková                      | 16. června 2022   |
| 1066         | 21        | Nikdo nás nerozdělí   | Jaroslav Fuit     | Michal Jakl a Vendula Hlásková                         | 23. června 2022   |
| 1067         | 22        | Smím prosit?          | Jaroslav Fuit     | Lucie Konášová a Vendula Hlásková                      | 30. června 2022   |
| 1068         | 23        | Strmý pád             | Jaroslav Fuit     | Magda Wdowyczynová a Vendula Hlásková                  | 7. července 2022  |
| 1069         | 24        | Řekni ano             | Jaroslav Fuit     | Lucie Konečná a Vendula Hlásková                       | 14. července 2022 |
| 1070         | 25        | Mně neutečeš          | Kryštof Hanzlík   | Lucie Konášová a Vendula Hlásková                      | 21. července 2022 |
| 1071         | 26        | Můj svět je tvůj      | Kryštof Hanzlík   | Magdaléna Bittnerová, Michal Jakl a Vendula Hlásková   | 28. července 2022 |

### Devatenáctá řada (2022)
| Č. v seriálu | Č. v řadě | Název                  | Režie           | Scénář                                              | Datum premiéry     |
| ------------ | --------- | ---------------------- | --------------- | --------------------------------------------------- | ------------------ |
| 1072         | 1         | V nebi jsem ho neviděl | Kryštof Hanzlík | Zuzana Dzurindová, Lucie Konečná a Vendula Hlásková | 4. srpna 2022      |
| 1073         | 2         | Někdo, koho znám       | Kryštof Hanzlík | Magda Wdowyczynová a Vendula Hlásková               | 11. srpna 2022     |
| 1074         | 3         | Zprávy z Mexika        | Kryštof Hanzlík | Lucie Konášová a Vendula Hlásková                   | 18. srpna 2022     |
| 1075         | 4         | Budulínek              | Kryštof Hanzlík | Lucie Konečná a Vendula Hlásková                    | 25. srpna 2022     |
| 1076         | 5         | Sbohem, Čestmíre       | Jiří Andrle     | Lucie Konášová a Vendula Hlásková                   | 1. září 2022       |
| 1077         | 6         | Slib, že neutečeš      | Jiří Andrle     | Magda Wdowyczynová a Vendula Hlásková               | 8. září 2022       |
| 1078         | 7         | Naposledy              | Jiří Andrle     | Lucie Konečná a Vendula Hlásková                    | 15. září 2022      |
| 1079         | 8         | Bude to tak lepší      | Jiří Andrle     | Michal Jakl a Vendula Hlásková                      | 22. září 2022      |
| 1080         | 9         | Jen tak spolu          | Jaroslav Fuit   | Lucie Konášová a Vendula Hlásková                   | 29. září 2022      |
| 1081         | 10        | Budu tu s tebou        | Jaroslav Fuit   | Lucie Konečná a Vendula Hlásková                    | 6. října 2022      |
| 1082         | 11        | Jako dřív              | Jaroslav Fuit   | Magda Wdowyczynová a Vendula Hlásková               | 13. října 2022     |
| 1083         | 12        | Tango Argentino        | Jaroslav Fuit   | Michal Jakl a Vendula Hlásková                      | 20. října 2022     |
| 1084         | 13        | Zika útočí             | Kryštof Hanzlík | Lucie Konášová a Vendula Hlásková                   | 27. října 2022     |
| 1085         | 14        | Vítej doma, Čestmíre   | Kryštof Hanzlík | Lucie Konečná a Vendula Hlásková                    | 3. listopadu 2022  |
| 1086         | 15        | "O" jako Ondra         | Kryštof Hanzlík | Magda Wdowyczynová a Vendula Hlásková               | 10. listopadu 2022 |
| 1087         | 16        | Budu čekat             | Kryštof Hanzlík | Michal Jakl a Vendula Hlásková                      | 17. listopadu 2022 |

### Dvacátá řada (2023)
| Č. v seriálu | Č. v řadě | Název                 | Režie             | Scénář                                | Datum premiéry  |
| ------------ | --------- | --------------------- | ----------------- | ------------------------------------- | --------------- |
| 1088         | 1         | Nech mě jít           | Jiří Andrle       | Lucie Konášová a Vendula Hlásková     | 19. ledna 2023  |
| 1089         | 2         | Bonus pro primáře     | Jiří Andrle       | Magda Wdowyczynová a Vendula Hlásková | 26. ledna 2023  |
| 1090         | 3         | Práskačka             | Jiří Andrle       | Magda Wdowyczynová a Vendula Hlásková | 2. února 2023   |
| 1091         | 4         | Vítejte v pekle       | Jiří Andrle       | Michal Jakl a Vendula Hlásková        | 9. února 2023   |
| 1092         | 5         | Pohádka               | Kryštof Hanzlík   | Lucie Konášová a Vendula Hlásková     | 16. února 2023  |
| 1093         | 6         | Hlava státu           | Kryštof Hanzlík   | Petra Ušelová a Vendula Hlásková      | 23. února 2023  |
| 1094         | 7         | Falešný doktor        | Kryštof Hanzlík   | Michal Jakl a Vendula Hlásková        | 2. března 2023  |
| 1095         | 8         | Popelka nebo rebelka  | Kryštof Hanzlík   | Magda Wdowyczynová a Vendula Hlásková | 9. března 2023  |
| 1096         | 9         | Kde jsi, doktore?     | Jan Haluza        | Petra Ušelová a Vendula Hlásková      | 16. března 2023 |
| 1097         | 10        | Holka z popela        | Jan Haluza        | Magda Wdowyczynová a Vendula Hlásková | 23. března 2023 |
| 1098         | 11        | Falešnej doktor       | Jan Haluza        | Michal Jakl a Vendula Hlásková        | 30. března 2023 |
| 1099         | 12        | Jsi sám?              | Jan Haluza        | Michal Jakl a Vendula Hlásková        | 6. dubna 2023   |
| 1100         | 13        | Dvě královny na trůnu | Jaroslav Fuit     | Petra Ušelová a Vendula Hlásková      | 13. dubna 2023  |
| 1101         | 14        | Začni balit!          | Jaroslav Fuit     | Magda Wdowyczynová a Vendula Hlásková | 20. dubna 2023  |
| 1102         | 15        | Neříkej, že bude líp  | Jaroslav Fuit     | Lucie Konášová a Vendula Hlásková     | 27. dubna 2023  |
| 1103         | 16        | Jsme herci na jevišti | Jaroslav Fuit     | Michal Jakl a Vendula Hlásková        | 4. května 2023  |
| 1104         | 17        | Stalkerka             | Branislav Holiček | Magda Wdowyczynová a Vendula Hlásková | 11. května 2023 |
| 1105         | 18        | Den D                 | Branislav Holiček | Lucie Konášová a Vendula Hlásková     | 18. května 2023 |
| 1106         | 19        | To jediné, co mám     | Branislav Holiček | Petra Ušelová a Vendula Hlásková      | 25. května 2023 |
| 1107         | 20        | Úplně na dně          | Branislav Holiček | Magda Wdowyczynová a Vendula Hlásková | 1. června 2023  |
| 1108         | 21        | Noc s tygrem          | Jaroslav Fuit     | Lucie Konášová a Vendula Hlásková     | 8. června 2023  |
| 1109         | 22        | Jde o život           | Jaroslav Fuit     | Magda Wdowyczynová a Vendula Hlásková | 15. června 2023 |

### Dvacátá první řada (2023)
- V této řadě došlo ke změně, od 26. června jsou premiérové díly vydávány nově každé pondělí. Díly už neběží ve čtvrtek.

| Č. v seriálu | Č. v řadě | Název              | Režie           | Scénář                                               | Datum premiéry     |
| ------------ | --------- | ------------------ | --------------- | ---------------------------------------------------- | ------------------ |
| 1110         | 1         | Únos               | Jaroslav Fuit   | Petra Ušelová a Vendula Hlásková                     | 26. června 2023    |
| 1111         | 2         | Začneme znovu      | Jaroslav Fuit   | Magdaléna Bittnerová, Michal Jakl a Vendula Hlásková | 3. července 2023   |
| 1112         | 3         | Valerie            | Jan Haluza      | Zuzana Dzurindová, Michal Jakl a Vendula Hlásková    | 10. července 2023  |
| 1113         | 4         | Křivé svědectví    | Jan Haluza      | Magda Wdowyczynová a Vendula Hlásková                | 17. července 2023  |
| 1114         | 5         | Největší romantik  | Jan Haluza      | Lucie Konášová a Vendula Hlásková                    | 24. července 2023  |
| 1115         | 6         | Krásnej doktor     | Jan Haluza      | Petra Ušelová a Vendula Hlásková                     | 31. července 2023  |
| 1116         | 7         | Soutěž v romantice | Jiří Andrle     | Michal Jakl a Vendula Hlásková                       | 7. srpna 2023      |
| 1117         | 8         | Dokonalý zásah     | Jiří Andrle     | Magda Wdowyczynová a Vendula Hlásková                | 14. srpna 2023     |
| 1118         | 9         | Čisté svědomí      | Jiří Andrle     | Lucie Konášová a Vendula Hlásková                    | 21. srpna 2023     |
| 1119         | 10        | Prstýnek           | Jiří Andrle     | Magda Wdowyczynová a Vendula Hlásková                | 28. srpna 2023     |
| 1120         | 11        | Opičák             | Kryštof Hanzlík | Michal Jakl a Vendula Hlásková                       | 4. září 2023       |
| 1121         | 12        | Velké odhalení     | Kryštof Hanzlík | Magda Wdowyczynová a Vendula Hlásková                | 11. září 2023      |
| 1122         | 13        | Jdou po mně        | Kryštof Hanzlík | Magda Wdowyczynová a Vendula Hlásková                | 18. září 2023      |
| 1123         | 14        | Jsme v tom spolu   | Kryštof Hanzlík | Lucie Konášová a Vendula Hlásková                    | 25. září 2023      |
| 1124         | 15        | Díky za všechno    | Jiří Andrle     | Michal Jakl a Vendula Hlásková                       | 2. října 2023      |
| 1125         | 16        | První signální     | Jiří Andrle     | Lucie Konášová a Vendula Hlásková                    | 9. října 2023      |
| 1126         | 17        | Neodkladný případ  | Jiří Andrle     | Magda Wdowyczynová a Vendula Hlásková                | 16. října 2023     |
| 1127         | 18        | Ostuda             | Jiří Andrle     | Magda Wdowyczynová a Vendula Hlásková                | 23. října 2023     |
| 1128         | 19        | Zakázané ovoce     | Jiří Andrle     | Michal Jakl a Vendula Hlásková                       | 30. října 2023     |
| 1129         | 20        | Až odejdu          | Jiří Andrle     | Lucie Konášová a Vendula Hlásková                    | 6. listopadu 2023  |
| 1130         | 21        | Prozrazení         | Jiří Andrle     | Petra Ušelová a Vendula Hlásková                     | 13. listopadu 2023 |
| 1131         | 22        | Všechno je jinak   | Jiří Andrle     | Magda Wdowyczynová a Vendula Hlásková                | 20. listopadu 2023 |
| 1132         | 23        | Husa nebo labuť?   | Jiří Andrle     | Lucie Konášová a Vendula Hlásková                    | 27. listopadu 2023 |
| 1133         | 24        | Nechci odejít      | Jiří Andrle     | Michal Jakl a Vendula Hlásková                       | 4. prosince 2023   |

### Dvacátá druhá řada (2024)
- Od 15. ledna jsou v této řadě premiérové díly vydávány každé pondělí.[1]

| Č. v seriálu | Č. v řadě | Název                    | Režie             | Scénář                                | Datum premiéry  |
| ------------ | --------- | ------------------------ | ----------------- | ------------------------------------- | --------------- |
| 1134         | 1         | Životní zkoušky          | Jiří Andrle       | Michal Jakl a Vendula Hlásková        | 15. ledna 2024  |
| 1135         | 2         | Den zdraví               | Jiří Andrle       | Magda Wdowyczynová a Vendula Hlásková | 22. ledna 2024  |
| 1136         | 3         | Hvězda instagramu        | Jiří Andrle       | Magda Wdowyczynová a Vendula Hlásková | 29. ledna 2024  |
| 1137         | 4         | Jak zachránit život      | Jiří Andrle       | Lucie Konášová a Vendula Hlásková     | 5. února 2024   |
| 1138         | 5         | Ať se stane cokoli       | Jan Haluza        | Michal Jakl a Vendula Hlásková        | 12. února 2024  |
| 1139         | 6         | Knockout                 | Jan Haluza        | Petra Ušelová a Vendula Hlásková      | 19. února 2024  |
| 1140         | 7         | Neber mi šanci           | Jan Haluza        | Lucie Konášová a Vendula Hlásková     | 26. února 2024  |
| 1141         | 8         | Sebevražedná mise        | Jan Haluza        | Magda Wdowyczynová a Vendula Hlásková | 4. března 2024  |
| 1142         | 9         | Když nemůžeš, tak přidej | Kryštof Hanzlík   | Michal Jakl a Vendula Hlásková        | 11. března 2024 |
| 1143         | 10        | Budeš mlčet              | Kryštof Hanzlík   | Magda Wdowyczynová a Vendula Hlásková | 18. března 2024 |
| 1144         | 11        | Ztracené roky            | Kryštof Hanzlík   | Michal Jakl a Vendula Hlásková        | 25. března 2024 |
| 1145         | 12        | Opravdu to chceš?        | Kryštof Hanzlík   | Lucie Konášová a Vendula Hlásková     | 1. dubna 2024   |
| 1146         | 13        | Dej mi znamení           | Jaroslav Fuit     | Magda Wdowyczynová a Vendula Hlásková | 8. dubna 2024   |
| 1147         | 14        | Tohle je láska?          | Jaroslav Fuit     | Magda Wdowyczynová a Vendula Hlásková | 15. dubna 2024  |
| 1148         | 15        | Vzpomínky                | Jaroslav Fuit     | Petra Ušelová a Vendula Hlásková      | 22. dubna 2024  |
| 1149         | 16        | HELLP                    | Jaroslav Fuit     | Lucie Konášová a Vendula Hlásková     | 29. dubna 2024  |
| 1150         | 17        | Budeš žít                | Branislav Holiček | Magda Wdowyczynová a Vendula Hlásková | 6. května 2024  |
| 1151         | 18        | Valentýn                 | Branislav Holiček | Magda Wdowyczynová a Vendula Hlásková | 13. května 2024 |
| 1152         | 19        | Nebezpečí                | Branislav Holiček | Petra Ušelová a Vendula Hlásková      | 20. května 2024 |
| 1153         | 20        | Odhalené lži             | Branislav Holiček | Michal Jakl a Vendula Hlásková        | 27. května 2024 |
| 1154         | 21        | To nejsem já             | Jaroslav Fuit     | Magda Wdowyczynová a Vendula Hlásková | 3. června 2024  |
| 1155         | 22        | Cena útěchy              | Jaroslav Fuit     | Michal Jakl a Vendula Hlásková        | 10. června 2024 |

### Dvacátá třetí řada (2024)
| Č. v seriálu | Č. v řadě | Název                | Režie           | Scénář                                               | Datum premiéry     |
| ------------ | --------- | -------------------- | --------------- | ---------------------------------------------------- | ------------------ |
| 1156         | 1         | Největší přání       | Jaroslav Fuit   | Michal Jakl a Vendula Hlásková                       | 24. června 2024    |
| 1157         | 2         | Uragán               | Jaroslav Fuit   | Magda Wdowyczynová a Vendula Hlásková                | 1. července 2024   |
| 1158         | 3         | Falešnej táta        | Jan Haluza      | Lucie Konášová a Vendula Hlásková                    | 8. července 2024   |
| 1159         | 4         | Romeo a Romeo        | Jan Haluza      | Petra Ušelová a Vendula Hlásková                     | 15. července 2024  |
| 1160         | 5         | Doktor z Marsu       | Jan Haluza      | Magda Wdowyczynová a Vendula Hlásková                | 22. července 2024  |
| 1161         | 6         | Patříme k sobě       | Jan Haluza      | Michal Jakl a Vendula Hlásková                       | 29. července 2024  |
| 1162         | 7         | Holka, nebo kluk     | Kryštof Hanzlík | Lucie Konášová a Vendula Hlásková                    | 5. srpna 2024      |
| 1163         | 8         | Intuice              | Kryštof Hanzlík | Magda Wdowyczynová a Vendula Hlásková                | 12. srpna 2024     |
| 1164         | 9         | Nezvěstná            | Kryštof Hanzlík | Magda Wdowyczynová a Vendula Hlásková                | 19. srpna 2024     |
| 1165         | 10        | Ještě je naděje      | Kryštof Hanzlík | Michal Jakl a Vendula Hlásková                       | 26. srpna 2024     |
| 1166         | 11        | Domeček z karet      | Jiří Andrle     | Petra Ušelová a Vendula Hlásková                     | 2. září 2024       |
| 1167         | 12        | Předběžné opatření   | Jiří Andrle     | Lucie Konášová a Vendula Hlásková                    | 9. září 2024       |
| 1168         | 13        | Jsem zpátky          | Jiří Andrle     | Magda Wdowyczynová a Vendula Hlásková                | 16. září 2024      |
| 1169         | 14        | Rozjetý vlak         | Jiří Andrle     | Michal Jakl a Vendula Hlásková                       | 23. září 2024      |
| 1170         | 15        | Čekám s tebou dítě   | Jiří Andrle     | Lucie Konášová, Valerie Coufalová a Vendula Hlásková | 30. září 2024      |
| 1171         | 16        | Patchworková rodina  | Jiří Andrle     | Magda Wdowyczynová a Vendula Hlásková                | 7. října 2024      |
| 1172         | 17        | Královny             | Jiří Andrle     | Magda Wdowyczynová a Vendula Hlásková                | 14. října 2024     |
| 1173         | 18        | Bestie               | Jiří Andrle     | Michal Jakl a Vendula Hlásková                       | 21. října 2024     |
| 1174         | 19        | Baby shower          | Jiří Andrle     | Petra Ušelová a Vendula Hlásková                     | 28. října 2024     |
| 1175         | 20        | Růžová a modrá       | Jiří Andrle     | Michal Jakl a Vendula Hlásková                       | 4. listopadu 2024  |
| 1176         | 21        | Podraz               | Jiří Andrle     | Magda Wdowyczynová a Vendula Hlásková                | 11. listopadu 2024 |
| 1177         | 22        | Nikdo se nebude smát | Jiří Andrle     | Lucie Konášová a Vendula Hlásková                    | 18. listopadu 2024 |
| 1178         | 23        | Vyhazov              | Jiří Andrle     | Magda Wdowyczynová a Vendula Hlásková                | 25. listopadu 2024 |
| 1179         | 24        | Jindra               | Jiří Andrle     | Michal Jakl a Vendula Hlásková                       | 2. prosince 2024   |

### Dvacátá čtvrtá řada (2025)
| Č. v seriálu | Č. v řadě | Název                      | Režie             | Scénář                                | Datum premiéry  |
| ------------ | --------- | -------------------------- | ----------------- | ------------------------------------- | --------------- |
| 1180         | 1         | 20 let                     | Jiří Andrle       | Michal Jakl a Vendula Hlásková        | 6. ledna 2025   |
| 1181         | 2         | Důrazné varování           | Jiří Andrle       | Magda Wdowyczynová a Vendula Hlásková | 13. ledna 2025  |
| 1182         | 3         | Konkurz na primářku        | Jiří Andrle       | Valerie Coufalová a Vendula Hlásková  | 20. ledna 2025  |
| 1183         | 4         | Sweet summer child         | Jiří Andrle       | Lucie Konášová a Vendula Hlásková     | 27. ledna 2025  |
| 1184         | 5         | Pan úžasný                 | Jiří Andrle       | Michal Jakl a Vendula Hlásková        | 3. února 2025   |
| 1185         | 6         | Anatomická koťata          | Jiří Andrle       | Magda Wdowyczynová a Vendula Hlásková | 10. února 2025  |
| 1186         | 7         | Doktor z Hradce            | Jiří Andrle       | Valerie Coufalová a Vendula Hlásková  | 17. února 2025  |
| 1187         | 8         | Nikam neletíš              | Jiří Andrle       | Michal Jakl a Vendula Hlásková        | 24. února 2025  |
| 1188         | 9         | Dívčí válka                | Kryštof Hanzlík   | Lucie Konášová a Vendula Hlásková     | 3. března 2025  |
| 1189         | 10        | 10 tisíc vteřin s tebou    | Kryštof Hanzlík   | Magda Wdowyczynová a Vendula Hlásková | 10. března 2025 |
| 1190         | 11        | Teambuilding               | Kryštof Hanzlík   | Michal Jakl a Vendula Hlásková        | 17. března 2025 |
| 1191         | 12        | Ztracené roky              | Kryštof Hanzlík   | Michal Jakl a Vendula Hlásková        | 24. března 2025 |
| 1192         | 13        | Chci se rozejít            | Kryštof Hanzlík   | Magda Wdowyczynová a Vendula Hlásková | 31. března 2025 |
| 1193         | 14        | Ta druhá                   | Kryštof Hanzlík   | Michal Jakl a Vendula Hlásková        | 7. dubna 2025   |
| 1194         | 15        | Tichá domácnost            | Kryštof Hanzlík   | Michal Jakl a Vendula Hlásková        | 14. dubna 2025  |
| 1195         | 16        | Musíš si vybrat            | Kryštof Hanzlík   | Michal Jakl a Vendula Hlásková        | 21. dubna 2025  |
| 1196         | 17        | Nabídka, která se neodmítá | Branislav Holiček | Valerie Coufalová a Vendula Hlásková  | 28. dubna 2025  |
| 1197         | 18        | Je to dávno                | Branislav Holiček | Magda Wdowyczynová a Vendula Hlásková | 5. května 2025  |
| 1198         | 19        | Všechno je jinak           | Branislav Holiček | Lucie Konášová a Vendula Hlásková     | 12. května 2025 |
| 1199         | 20        | Jenom tvý dobro            | Branislav Holiček | Michal Jakl a Vendula Hlásková        | 19. května 2025 |
| 1200         | 21        | Zachráníme lásku           | Jaroslav Fuit     | Magda Wdowyczynová a Vendula Hlásková | 26. května 2025 |
| 1201         | 22        | Únos nevěsty               | Jaroslav Fuit     | Michal Jakl a Vendula Hlásková        | 2. června 2025  |

### Dvacátá pátá řada (2025)
| Č. v seriálu | Č. v řadě | Název            | Režie           | Scénář                                | Datum premiéry     |
| ------------ | --------- | ---------------- | --------------- | ------------------------------------- | ------------------ |
| 1202         | 1         | Náhodná známost  | Jaroslav Fuit   | Michal Jakl a Vendula Hlásková        | 23. června 2025    |
| 1203         | 2         | Chci tě znovu    | Jaroslav Fuit   | Valerie Coufalová a Vendula Hlásková  | 30. června 2025    |
| 1204         | 3         | Pro dobrou věc   | Jan Haluza      | Magda Wdowyczynová a Vendula Hlásková | 7. července 2025   |
| 1205         | 4         | Deset z deseti   | Jan Haluza      | Petra Ušelová a Vendula Hlásková      | 14. července 2025  |
| 1206         | 5         | Jestřáb vypuštěn | Jan Haluza      | Magda Wdowyczynová a Vendula Hlásková | 21. července 2025  |
| 1207         | 6         | Zázrak           | Jan Haluza      | Michal Jakl a Vendula Hlásková        | 28. července 2025  |
| 1208         | 7         | Až do dna        | Kryštof Hanzlík | Valerie Coufalová a Vendula Hlásková  | 4. srpna 2025      |
| 1209         | 8         | Nutná obrana     | Kryštof Hanzlík | Lucie Konášová a Vendula Hlásková     | 11. srpna 2025     |
| 1210         | 9         | Doktor vrah      | Kryštof Hanzlík | Petra Ušelová a Vendula Hlásková      | 18. srpna 2025     |
| 1211         | 10        |                  | Kryštof Hanzlík |                                       | 25. srpna 2025     |
| 1212         | 11        |                  |                 |                                       | 1. září 2025       |
| 1213         | 12        |                  |                 |                                       | 8. září 2025       |
| 1214         | 13        |                  |                 |                                       | 15. září 2025      |
| 1215         | 14        |                  |                 |                                       | 22. září 2025      |
| 1216         | 15        |                  |                 |                                       | 29. září 2025      |
| 1217         | 16        |                  |                 |                                       | 6. října 2025      |
| 1218         | 17        |                  |                 |                                       | 13. října 2025     |
| 1219         | 18        |                  |                 |                                       | 20. října 2025     |
| 1220         | 19        |                  |                 |                                       | 27. října 2025     |
| 1221         | 20        |                  |                 |                                       | 3. listopadu 2025  |
| 1222         | 21        |                  |                 |                                       | 10. listopadu 2025 |
| 1223         | 22        |                  |                 |                                       | 17. listopadu 2025 |
| 1224         | 23        |                  |                 |                                       | 24. listopadu 2025 |
| 1225         | 24        |                  |                 |                                       | 1. prosince 2025   |